# 도쿠노섬가시쥐
도쿠노섬가시쥐(Tokudaia tokunoshimensis)는 쥐과에 속하는 설치류의 일종이다. 일본 류큐 열도 도쿠노섬에서만 발견된다. 작은 서식지 때문에 "멸종위기종"으로 분류된다. 도쿠노섬의 아열대 습윤 활엽수림, 일차림과 이차림에서 흔하게 발견된다. 핵형은 홀수 배수성 2n=45이다. 근연종 류큐가시쥐처럼, Y 염색체와 SRY 유전자를 가지지 않은 극히 일부 포유류 중의 한 종이다. 산림 파괴와 고양이과와 개과 동물 포식자로부터 위협을 받고 있다.